# Алексей Врана
Алексей Врана (греч. Ἀλέξιος Βρανᾶς; XII век — 1187, Эдирне, Фракия) — византийский аристократ и военачальник конца XII века.

## Биография
Сын Михаила Враны и Марии Комнины, внучатой племянницы императора Алексея I Комнина. Был женат на Анне Ватациной, племяннице Мануила I Комнина. Его сестра Феодора была наложницей Мануила.
Врана был одним из сравнительно немногих военачальников, которые не поднимали мятежа против Андроника I Комнина, за что император наградил его званием протосеваста. Врана провёл несколько успешных военных кампаний: в 1183 году разбил венгерского короля Белы III, а в 1184 году подавил восстание Феодора Кантакузина в Никее.
В 1185 году, вскоре после падения Андроника I и воцарения Исаака II Ангела, нанёс сокрушительное поражение норманнским захватчикам во главе с Вильгельмом II Сицилийским в битве при Дмитровице. В 1187 году был послан подавить восстание Ивана Асеня I и Петра IV в болгарских землях, которые в то время находились под византийским владычеством. Историк Никита Хониат отмечает его успехи в этом деле.
Будучи неизменно верным Андронику I, Врана презирал Исаака II и поднял против него восстание. Он провозгласил себя императором в родном городе Адрианополе, где он собрал свои войска и получил поддержку от родственников. Затем Врана двинулся на Константинополь, где поначалу его войска успешно бились с обороняющейся армией. Тем не менее, он не смог проникнуть в столицу. Имперские силы во главе с Конрадом Монферратским, шурином императора, совершили вылазку, и войска Враны начали отступать перед тяжёлой пехотой Конрада. Врана ударил Конрада копьём, однако лишь слегка задел противника. В ответной атаке Конрад повалил Врану на землю, а затем мятежник был обезглавлен его солдатами. После гибели своего лидера повстанческая армия бежала с поля. Голову Враны доставили в императорский дворец, где её сперва пинали, а затем отправили его жене Анне, которая (согласно Хониату) стойко выдержала это зрелище.
Вероятно, после смерти Алексея его сын Феодор Врана стал любовником византийской императрицы Агнес Французской. Согласно западному летописцу Альберику из Труа-Фонтена, они поддерживали свои отношения вплоть до 1193 года. У Алексея Врана также была дочь (Евдокия?), которая вышла замуж за Исаака Ангела, сына севастократора Иоанна Дуки.